# Eduardo Ortega y Gasset
Eduardo Ortega y Gasset (Madrid, 1882 - Veneçuela, 1964) va ser un advocat polític republicà espanyol, germà major del filòsof, professor i escriptor José Ortega y Gasset.
Havia estat diputat del Partit Liberal Fusionista pel districte de Coín a les eleccions generals espanyoles de 1910, 1914, 1916, 1918, 1919, 1920 i 1923. Durant la dictadura de Primo de Rivera va haver d'exiliar-se a França. A Hendaia va dirigir des de desembre de 1928, juntament amb Miguel de Unamuno, la publicació clandestina Hojas Libres, contrària a la dictadura i a la monarquia alfonsina. Després de la seva caiguda, es va decretar una amnistia que li va permetre tornar a Espanya, sent un dels signants, a títol personal, del Pacte de Sant Sebastià. Empresonat a la Presó Model de Madrid amb el Comitè Nacional Revolucionari a conseqüència de la fallida insurrecció de Jaca, va formar part de la candidatura de la Conjunció Republicano-Socialista, com a membre del Partit Republicà Radical Socialista, a l'ajuntament de Madrid en les eleccions municipals espanyoles de 1931, resultant escollit regidor pel districte d'Hospici.
En proclamar-se la República va ser nomenat governador civil de Madrid i més tard va resultar elegit diputat a les Corts Constituents per tres circumscripcions diferents, fent-se càrrec finalment de la de Ciudad Real.
Després de la creació d'Esquerra Radical Socialista per Juan Botella Asensi el juny de 1932 es va integrar en aquest partit, en el qual hi milità durant els anys següents.
Al desembre de 1934 va ser un dels organitzadors de l'equip d'advocats encarregat de defensar als encausats pels fets de la revolució d'octubre de 1934. Després del triomf del Front Popular en 1936, Ortega va ser nomenat Fiscal General de la República (sofrint un atemptat, mitjançant la col·locació d'una bomba a la seva casa, en la primavera de 1936), càrrec del qual va dimitir al novembre de 1937, conseqüència de les tensions sorgides amb dirigents de la CNT, traslladant-se a París, després a Cuba i finalment a Veneçuela, on va morir.